# Parafia East Carroll
Parafia East Carroll (ang. East Carroll Parish) – parafia cywilna w stanie Luizjana w Stanach Zjednoczonych. Obszar całkowity parafii obejmuje powierzchnię 442,43 mil2 (1 145,90 km²). Według danych z 2010 r. parafia miała 7 759 mieszkańców. Parafia powstała w 1877 roku, a jej nazwa pochodzi od Charlesa Carrolla, senatora stanu Maryland i sygnatariusza Deklaracji Niepodległości Stanów Zjednoczonych.

## Sąsiednie parafie / hrabstwa
- Hrabstwo Chicot (Arkansas) (północ)
- Hrabstwo Issaquena (Missisipi) (wschód)
- Hrabstwo Warren (Missisipi) (południowy wschód)
- Parafia Madison (południe)
- Parafia Richland (południowy zachód)
- Parafia West Carroll (zachód)

## Miasta
- Lake Providence